# Сив-Сирма
Сив-Сирма́ (чув. Сивҫырма) — деревня в Канашском районе Чувашской Республики. Входит в состав Янгличского сельского поселения.

## География
Находится в центральной части Чувашии, на расстоянии приблизительно 15 км по прямой на юго-запад от районного центра города Канаш на правом берегу реки Урюм.

## История
Основана в 1922 переселенцами из села Новое Чурашево. В 1926 году было учтено 43 двора, 224 жителя, в 1939—231 человек, в 1979—178. В 2002 году было 33 двора, в 2010 — 23 домохозяйства. В 1931 году был образован колхоз «1 мая», в 2010 году действовал ООО «Восход».

## Население
Постоянное население составляло 50 человек (чуваши 96 %) в 2002 году, 54 в 2010.